# Josef Tomsa
Josef Tomsa (* 18. prosince 1929 Jestřebí) je bývalý český duchovní církve československé, za komunistického režimu pronásledován a vězněn, po sametové revoluci československý politik a poslanec Sněmovny lidu Federálního shromáždění za KDS.

## Biografie
Narodil se v etnicky převážně německém regionu Českolipska, rodina ale odtud uprchla před nacisty. Za války se vyučil na knihaře a po válce vystudoval teologii na Husově československé bohoslovecké fakultě. Působil potom jako farář v západních Čechách. V roce 1955 nastoupil základní vojenskou službu u jednotek PTP. Pak se oženil v Jaroměři a působil v okolí (farářem církve československé zde byl v letech 1956-1961). V roce 1961 byl ovšem zatčen a odsouzen na čtyři roky. Zároveň byl zbaven na deset let občanských práv. Propuštěn byl předčasně na amnestii. Nemohl už ale nadále vykonávat profesi faráře. Až do roku 1989 pracoval v dělnických profesích.
V listopadu 1989 se v Jaroměři zapojil do sametové revoluce a vystoupil na mítinku na jaroměřském náměstí s projevem proti komunistickému režimu. Politicky se začal angažovat v Křesťanskodemokratické straně. K povolání duchovního již se nevrátil. K roku 2005 se uvádí jako penzista.
Ve volbách roku 1990 zasedl do Sněmovny lidu (volební obvod Východočeský kraj) za KDS, která tehdy kandidovala v rámci koalice Křesťanská a demokratická unie společně s Československou stranou lidovou. Ve Federálním shromáždění setrval do voleb roku 1992.